# 아르메니아의 총리

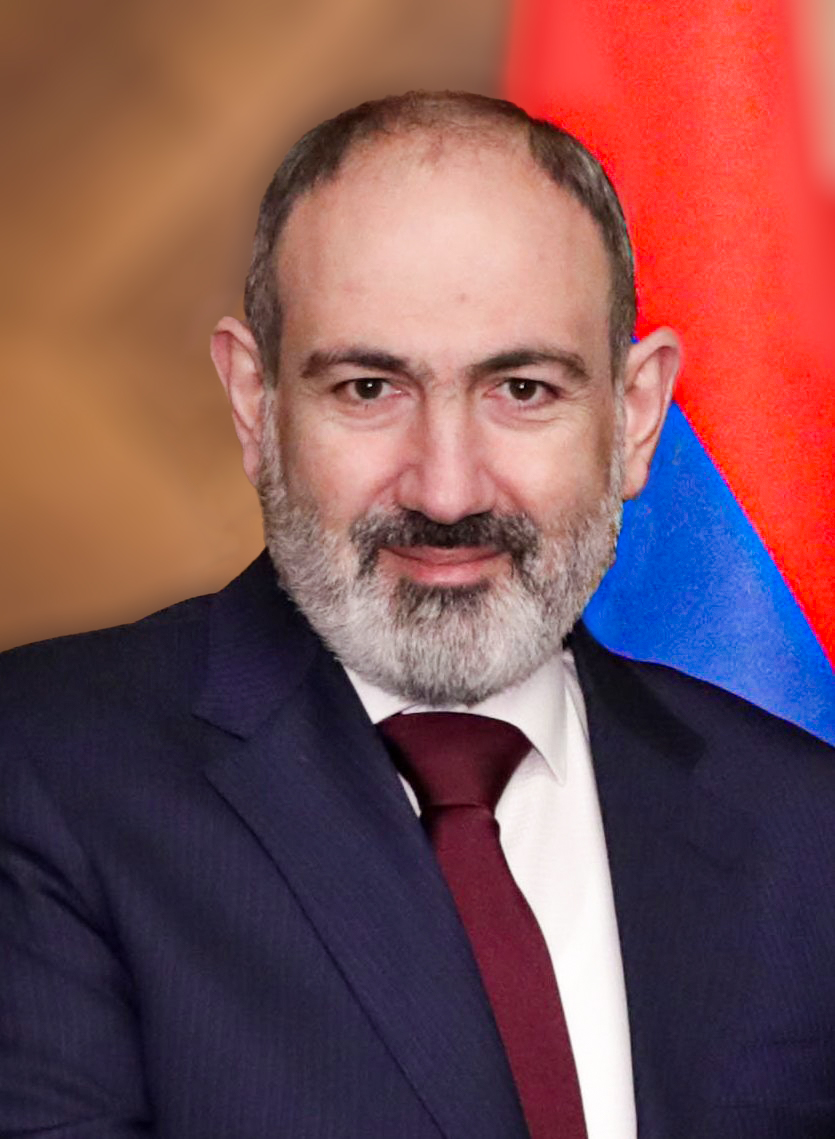
아르메니아의 현 총리 니콜 파시냔

아르메니아 공화국의 총리(아르메니아어: Հայաստանի Հանրապետության վարչապետ)는 아르메니아의 실질적인 국가의 수반이며, 現총리는 니콜 파시냔이다. 아르메니아의 국가 원수는 대통령이지만, 현재 의원내각제로 체제 전환으로 아르메니아의 실절적인 국가의 행정수반은 총리이다.